# Princípio da razoabilidade
O princípio da razoabilidade ,  princípio da proporcionalidade ou princípio da adequação dos meios aos fins, é um método utilizado no Direito Constitucional para resolver a colisão de princípios jurídicos, sendo estes entendidos como valores, bens ou interesses. Tal princípio foi derivado do princípio do devido processo legal. 
No Brasil, somente a partir da década de 1970 que o STF passou a substituir o termo razoabilidade por proporcionalidade.
Em Portugal, tal princípio é textualmente referido na parte final do n.º 2 do artigo 18.º da Constituição, sendo uma questão suficientemente tratada pela jurisprudência do respetivo Tribunal Constitucional.

## Nomenclatura
A doutrina não é pacífica em relação a nomenclaturas, de modo que há preferências pelos três termos, e até diferenciações entre eles. Humberto Ávila, em Teoria dos Princípios  chama ambos de postulados, mas os diferencia sob alguns aspectos. Fernanda Braga também os diferencia segundo três abordagens principais: 1ª - origem histórica; 2ª - estrutura; 3ª - abrangência na aplicação.
A doutrina majoritária no entanto interpreta que o princípio da razoabilidade (também chamado de proporcionalidade) seria formado pelos seguintes subprincípios: princípio da adequação do meio ao fim; princípio da necessidade; princípio da proporcionalidade e, também, o princípio da celeridade (em sentido estrito).